# Max Slevogt

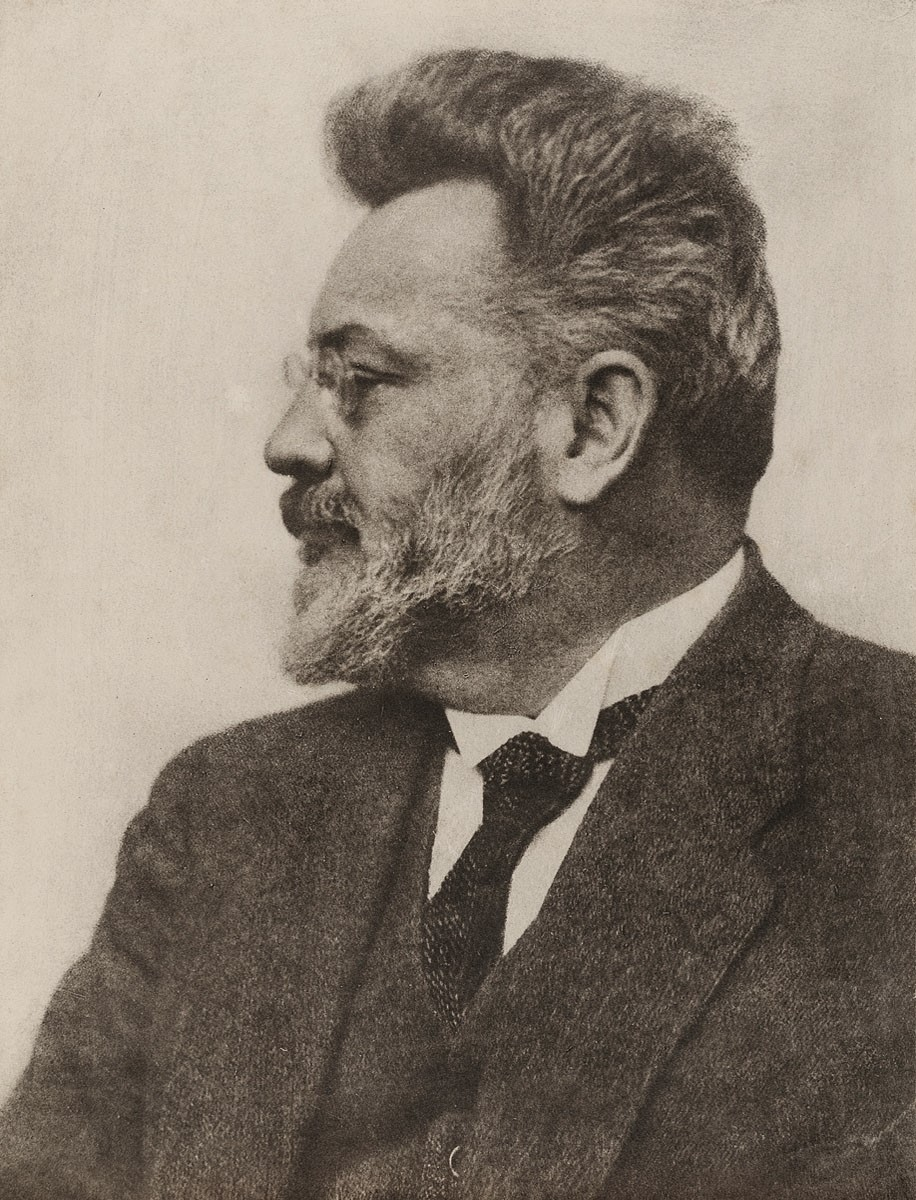
Max Slevogt, 1925
Foto: Hugo Erfurth

Franz Theodor Max Slevogt (* 8. Oktober 1868 in Landshut; † 20. September 1932 in Leinsweiler-Neukastel/Pfalz) war ein deutscher Maler, Grafiker, Illustrator und Bühnenbildner des deutschen Impressionismus. Slevogt nimmt eine besondere Stellung in der Landschaftsmalerei ein. Zusammen mit Lovis Corinth und Max Liebermann gehörte er zu den Vertretern der Freilichtmalerei, die im Gegensatz zur Ateliermalerei direkt vor dem Motiv in der freien Natur arbeiten. Slevogt war ein Gründungsmitglied des Deutschen Künstlerbundes und der Arbeitsgemeinschaft Pfälzer Künstler.

## Leben und Werk

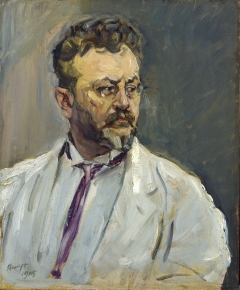
Selbstbildnis (Öl auf Holz), 1915

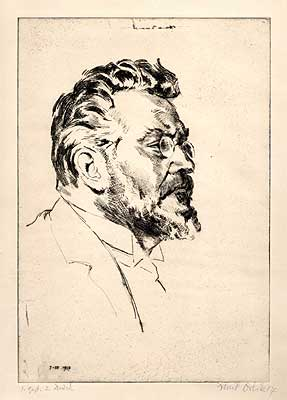
Max Slevogt, 1917
Porträt von Emil Orlik

Slevogt war ein Sohn des bayerischen Hauptmanns Friedrich von Slevogt und dessen Frau Caroline von Slevogt, geb. Lucas, die aus Saarbrücken stammte. Nach dem Tode seines Vaters im Jahre 1870 zog seine Mutter mit ihrem Sohn nach Würzburg. Dort verbrachte er von 1874 bis 1884 seine Schulzeit. Gelegentlich besuchte er Landau in der Pfalz und die Familie Finkler in Neukastel. Von 1884 bis 1889 studierte er an der Akademie der Bildenden Künste in München. Seine Lehrer dort waren u. a. Wilhelm von Diez, Gabriel von Hackl, Karl Raupp und Johann Caspar Herterich. 1889 schrieb er sich an der Académie Julian in Paris ein. 1890 unternahm Slevogt mit seinem Malerfreund Robert Breyer (1866–1941) eine Studienreise nach Italien. Danach ließ er sich in München als freier Künstler nieder. Zu seinen Vorbildern gehörte neben Wilhelm Leibl auch Arnold Böcklin mit seinen historischen und symbolistischen Themen.
Slevogts Werk ist umfangreich und umfasst nicht nur Tafelbilder, Bühnenbilder und Wandmalerei, sondern auch Aquarelle, Zeichnungen, Druckgrafiken und Buchillustrationen. Unter seinem Schaffen verstand er nicht nur die Übertragung von visuellen Eindrücken auf die Leinwand, sondern eine auf alle Bereiche übergreifende Entfesselung der Fantasie. Die ersten in München entstanden Bilder waren von einem bräunlichen Atelierton bestimmt, der gegen Ende der 1890er Jahre einer impressionistischen Farbenvielfalt wich. Diese wird beispielsweise deutlich an dem Hauptwerk Das Champagnerlied, welches auch als Weißer d’Andrade bekannt ist. 
1892 gehörte Slevogt zu den Gründern der Freien Vereinigung der XXIV aus der Münchener Secession. 1896 zeichnete er Karikaturen für die Münchner Zeitschriften Simplicissimus und Jugend. Ein Jahr darauf hatte er seine erste Einzelausstellung in Wien. Er heiratete 1898 Antonie („Nini“) Finkler (1864–1932) aus Godramstein, die er auch öfter porträtierte, wie überhaupt die Darstellung von Familienmitgliedern ein Schwerpunkt seiner Arbeiten war. Slevogt porträtierte häufiger unter anderem seine Schwiegermutter Henriette Finkler, geb. Osthoff-Hartmuth, aus Steinweiler bei Landau (1838–1917).
1898 besuchte er die Rembrandt-Ausstellung in Amsterdam. Im Jahr darauf beteiligte er sich mit dem Gemälde Danaë an der Ausstellung der Münchener Secession. Das Bild wurde wegen angeblicher Obszönität aus der Ausstellung entfernt. Auf der ersten Ausstellung der Berliner Secession war sein Triptychon Der verlorene Sohn ein großer Erfolg. 1900 reiste er wieder nach Paris, wo er im Deutschen Pavillon der Weltausstellung mit dem Werk Scheherezade vertreten war. Im selben Jahr empfing Slevogt starke Eindrücke von den Bildern von Édouard Manet. 1901 ließ er sich gemeinsam mit Lovis Corinth in Berlin nieder und wurde Mitglied der Berliner Secession. In dieser Zeit war er für den Kölner Schokoladeproduzenten Ludwig Stollwerck mit Entwürfen für Stollwerck-Sammelbilder tätig und entwarf u. a. Die wilde Jagd, die er allerdings nicht signierte.

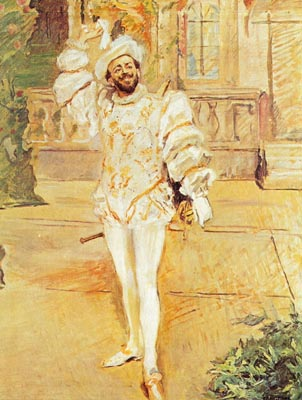
Das Champagnerlied, 1902

Gemeinsam mit Paul Klimsch suchte er den Frankfurter Zoo auf, um dort zu malen. Klimsch hielt seinen Kollegen in einem Gemälde fest. In der Zeit nach 1900 schuf er einen von fremden Einflüssen freien und in der Materie kompakten Malstil; Komposition und Farbgebung sind dort fest aufeinander abgestimmt. Eine weitere Veränderung kam durch die in Ägypten entstandenen Bilder. Die Farbenmacht des gleißend dargestellten Lichts löste den Eigenwert der Materie endgültig ab. Im selben Jahr wurde er auf Veranlassung des bayerischen Prinzregenten Luitpold zum Professor ernannt. 1903 entstand seine erste Buchillustration Ali Baba und die vierzig Räuber, und er malte das berühmt gewordene Bild Das Champagnerlied oder Der Weiße d’Andrade (1902). Es ist eines der Hauptwerke der deutschen Kunst um 1900 und zeigt den berühmten portugiesischen Bariton Francisco d’Andrade, der in Berlin in der Rolle des Don Giovanni Triumphe feierte. Mit ihm hatte sich Slevogt angefreundet, der selbst eine gute Stimme hatte und eine Zeitlang selbst Sänger hatte werden wollen. Das Bild heißt Der Weiße d’Andrade, weil es noch zwei weitere Porträtgemälde Slevogts von Francisco d’Andrade gibt: Der Schwarze d’Andrade (1903, Hamburger Kunsthalle) und Der Rote d'Andrade (1912, Nationalgalerie Berlin).

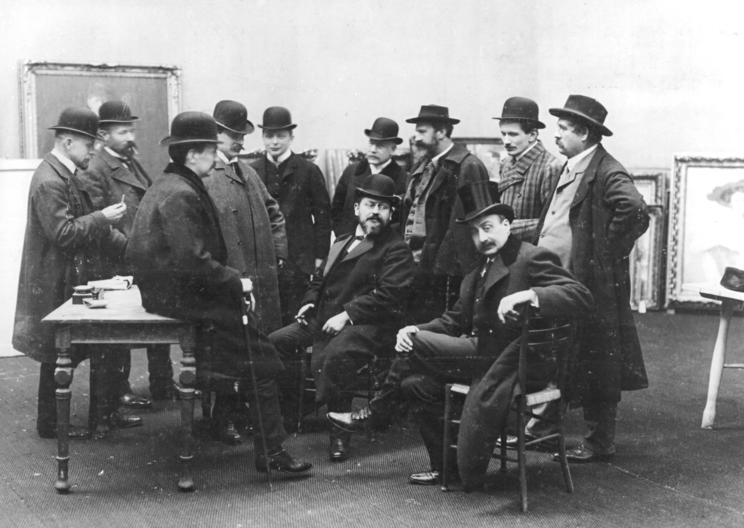
Slevogt, 1908, in der Mitte, sitzend

1905 erschien Schwarze Szenen bei Bruno Cassirer. Slevogt begann ein Jahr darauf, Bühnenbilder und Kostüme für Max Reinhardts Kammerspiele des Deutschen Theaters in Berlin zu entwerfen. 1907 und 1908 wurden Slevogts Kinder Nina und Wolfgang geboren. 1909 entstand das Bild Landhaus in Godramstein. Im Auftrag des Prinzregenten Luitpold malte er zwischen 1908 und 1910 eine Reihe von Landschaften, Porträts und Zeremonien, beispielsweise die Seelenmesse der Georgiritter.
Im Februar 1914 brach er auf zu einer Reise nach Ägypten. Dort entstanden in 40 Tagen 21 Gemälde sowie zahlreiche Aquarelle und Zeichnungen. Die Ägyptenbilder Slevogts stellen in der Malerei des deutschen Impressionismus einen Höhepunkt dar. Auf der Rückreise machte er Station in Italien. Im Juni ersteigerte er den Landsitz Neukastel, der bis dahin seinen Schwiegereltern gehörte. Das Ensemble heißt nach Erweiterungen durch den neuen Besitzer heute Slevogthof Neukastel.

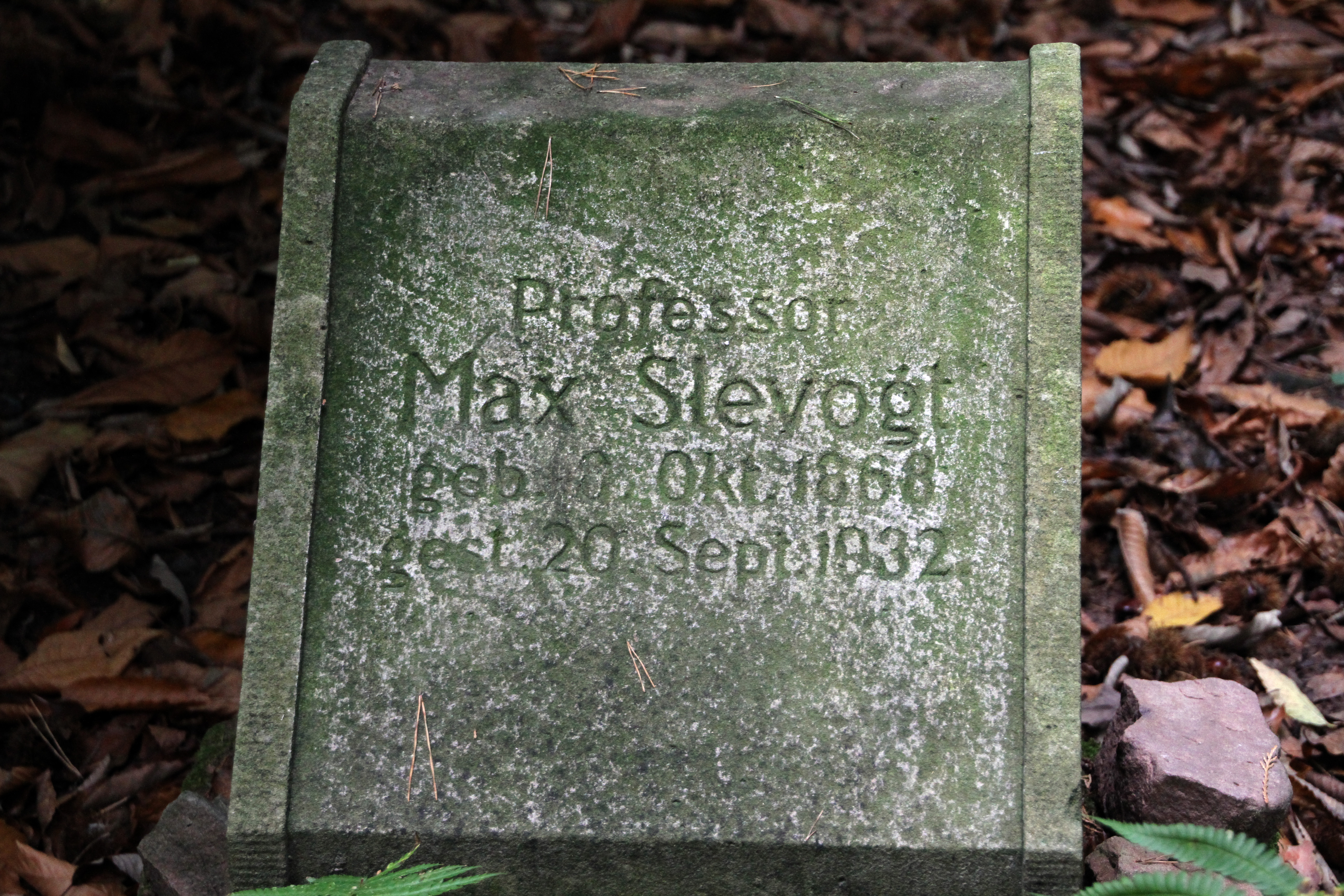
Grabstein von Max Slevogt.

Nach dem Beginn des Ersten Weltkriegs wurde Slevogt als offizieller Kriegsmaler an die Westfront geschickt. Seine Erfahrungen des Kriegs reflektierte er in visionären Bildern. Das Kriegserlebnis wirkte schockierend auf ihn, weshalb er nach neuen Ausdrucksformen suchte, um für die Schrecken des Ersten Weltkriegs angemessene künstlerische Gestaltungsformen zu finden. Im selben Jahr wurde er Mitglied der Königlichen Akademie der Künste in Berlin. 1917 wurde Slevogt zum Vorsteher eines Meisterateliers für Malerei an die Akademie der Künste in Berlin berufen. Hier waren u. a. der Maler und spätere Filmschauspieler Karl Dannemann (1896–1945) sowie der Maler Florenz Robert Schabbon (1899–1934) seine Schüler.
Während seiner Zeit in Berlin wurde Slevogt – wie auch andere Künstler vornehmlich der Berliner Sezession – von der Fotografin Frieda Riess auf Lichtbildern festgehalten. Er entwarf 1924 Bühnenbilder für die Aufführung von Mozarts Don Giovanni in der Dresdner Staatsoper. Darüber hinaus arbeitete er an Illustrationen zu Goethes Faust II und malte den Musiksaal seines Sommersitzes Neukastel aus. 1927 entstanden seine Fresken im Bremer Ratskeller. Das Jahr darauf gab es zum 60. Geburtstag Slevogts eine große Ausstellung in der Preußischen Akademie der Künste in Berlin. Er beteiligte sich zudem an Ausstellungen der Prager Secession. Von 1931 bis 1932 entstand das religiöse Wandbild Golgatha in der Friedenskirche in Ludwigshafen am Rhein. Es wurde während des Zweiten Weltkriegs durch Bomben vernichtet.
Slevogt starb 1932. Er wurde in der Grabstätte der Familie Finkler auf Neukastel beigesetzt.

## Werke

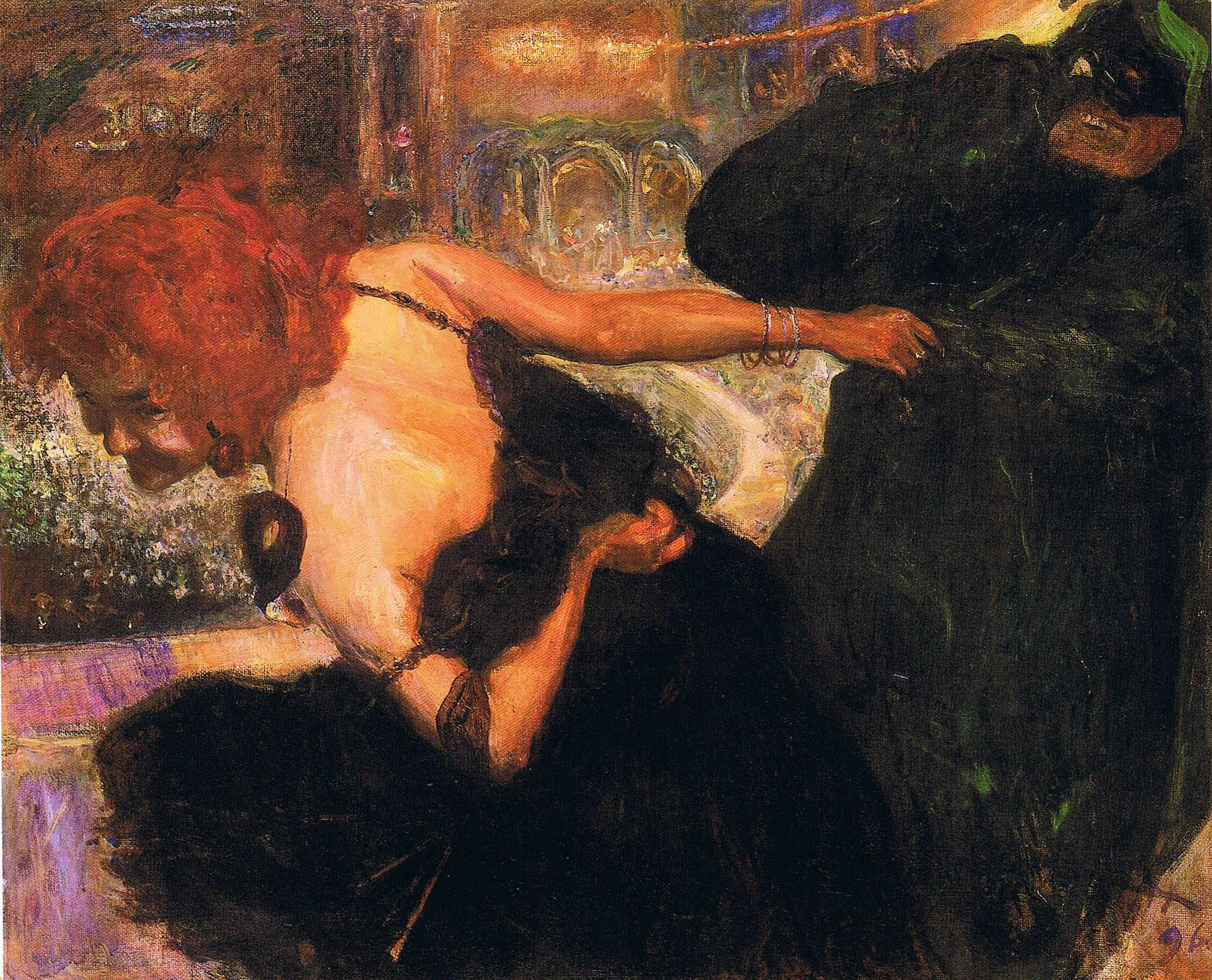
Totentanz (1896)
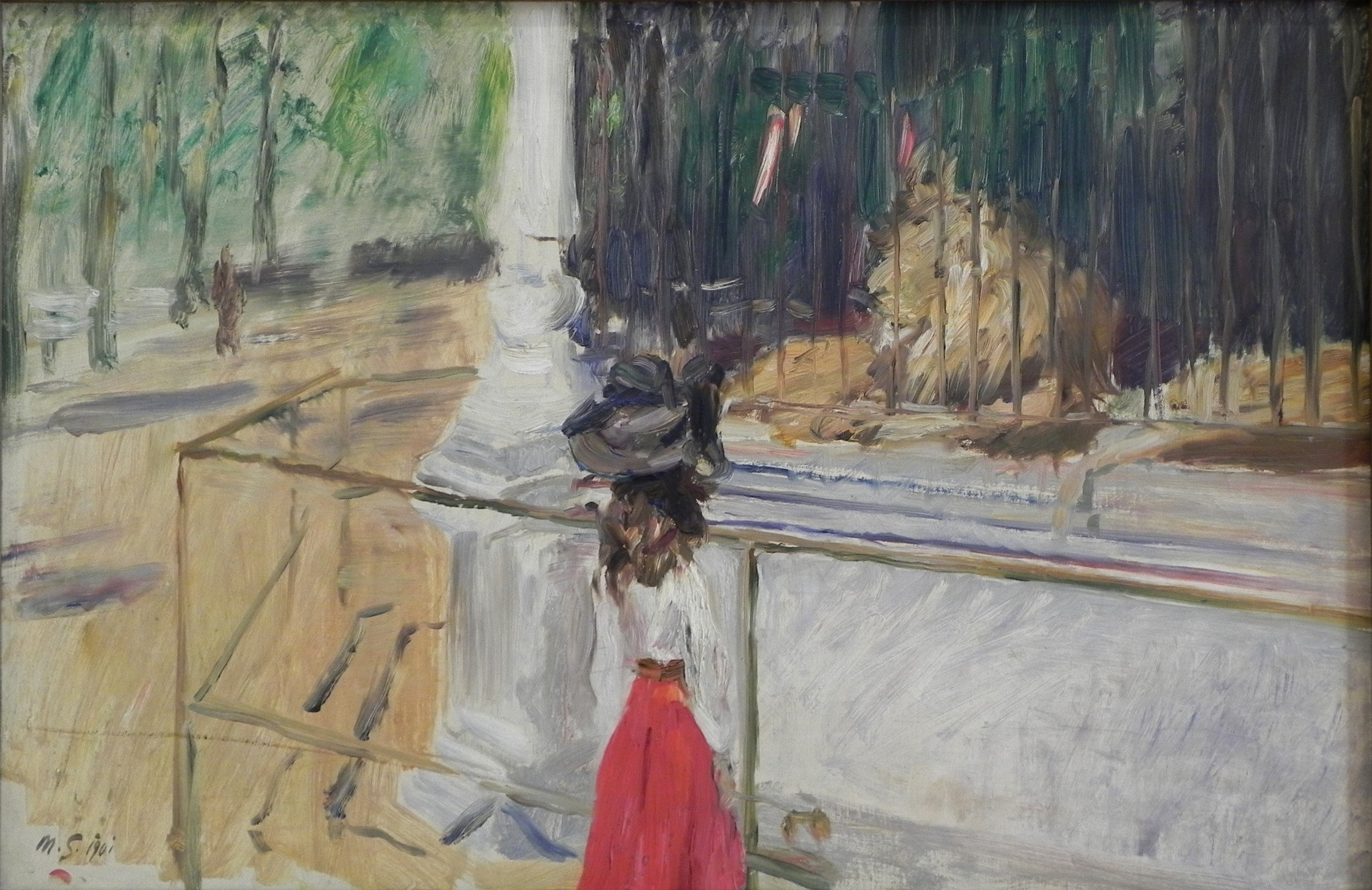
Mädchen vor dem Löwenkäfig (1901)
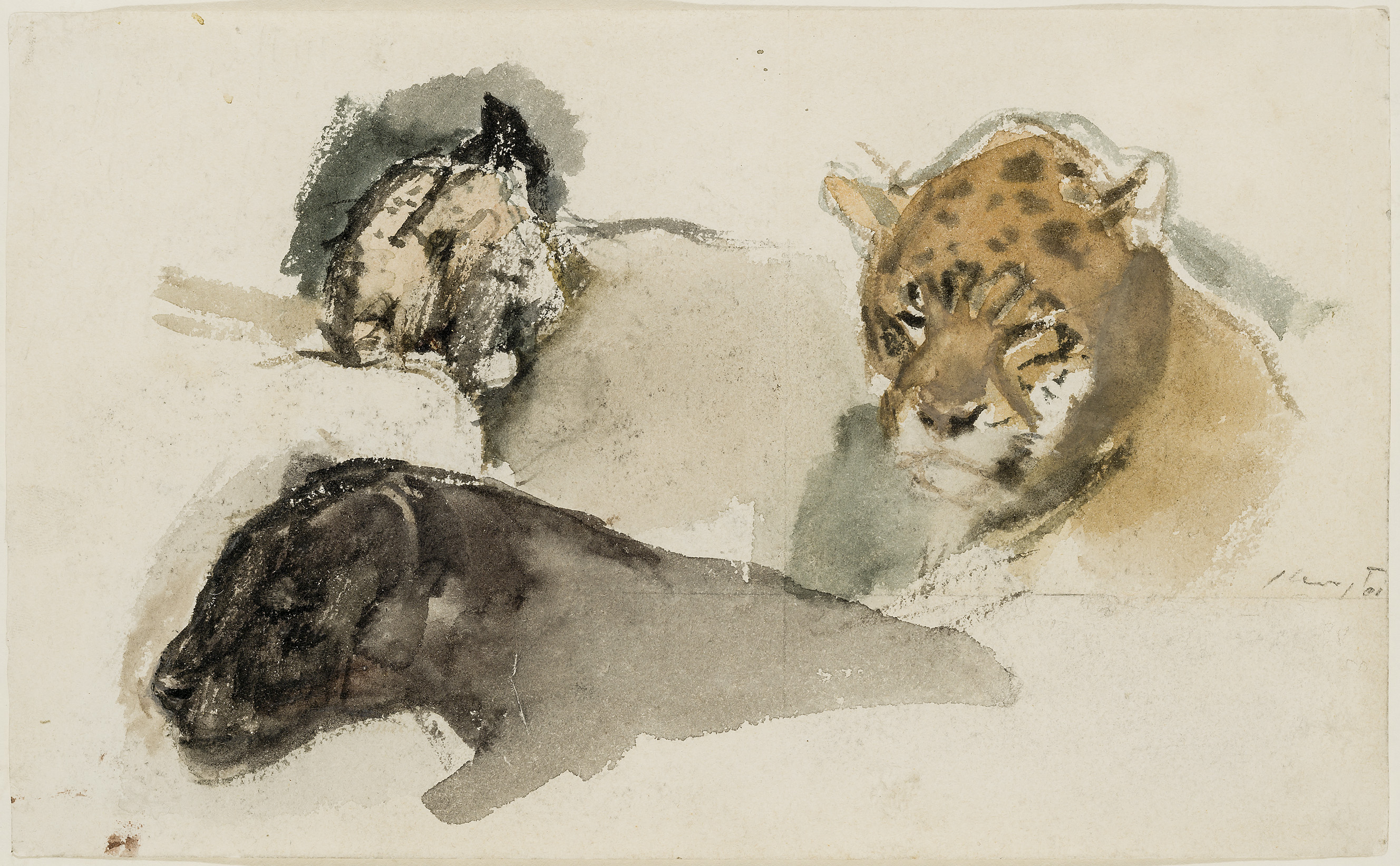
Raubkatzen (1901), Aquarell auf Papier

Bereits zu Lebzeiten waren Werke von Slevogt gefragt und trafen den Geschmack des Großbürgertums.
- Totentanz. 1896, Öl auf Leinwand, Museum Georg Schäfer in Schweinfurt
- Mädchen vor dem Löwenkäfig. 1901, Niedersächsisches Landesmuseum Hannover
- Orang Utan I. 1901, Saarlandmuseum
- Zwei Leoparden im Käfig. 1901, Niedersächsisches Landesmuseum Hannover

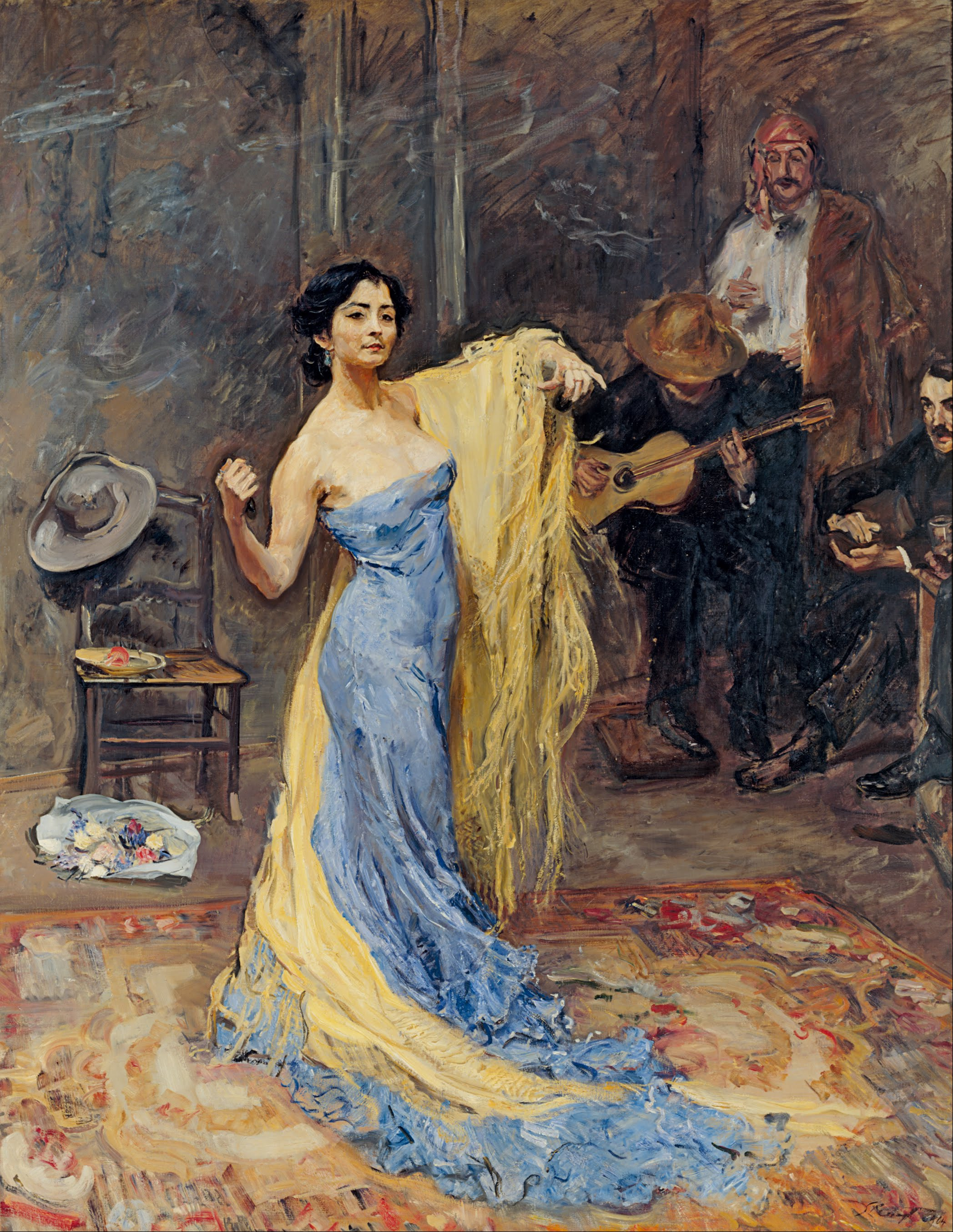
Bildnis der Tänzerin Marietta di Rigardo (1904)

- Der Sänger Francisco d’Andrade als Don Giovanni in Mozarts Oper. 1902, Öl auf Leinwand 215 × 160 cm, Alte Nationalgalerie Berlin
- Dame mit Katze. 1902, Niedersächsisches Landesmuseum Hannover
- Der Sänger Francisco d’Andrade, Zeitung lesend. 1903, Alte Nationalgalerie Berlin
- Bildnis der Tänzerin Marietta di Rigardo. 1904, Öl auf Leinwand, 229 × 180 cm, Staatliche Kunstsammlungen Dresden, Galerie Neue Meister
- Don Juans Begegnung mit dem steinernen Gast. 1906, Öl auf Karton, 37,2 × 53,2 cm, Alte Nationalgalerie Berlin
- Geschlachtetes Schwein. 1906, Staatliche Kunsthalle Karlsruhe
- Francisco d'Andrade als Don Giovanni. 1912, Öl auf Leinwand, Staatsgalerie Stuttgart
- Heide und Bäume. 1910, Öl auf Leinwand, 70,2 × 60,2 cm, Privatsammlung
- Früchtestillleben. 1911, Staatliche Kunsthalle Karlsruhe
- Gartenweg zum Sommerhaus. 1912, Öl auf Leinwand, 61,8 × 77,5 cm, Privatbesitz
- Unter den Linden. 1913, Hessisches Landesmuseum Darmstadt
- Basar in Assuan I. 1914, Hessisches Landesmuseum Darmstadt
- Der Nil bei Assuan. 1914, Öl auf Leinwand, 73,5 × 96 cm, Staatliche Kunstsammlungen Dresden
- Kapuzinerkloster in Syrakus, 31. März 1914, Öl auf Holz, 50 × 65 cm, Privatsammlung
- Negerjunge Mursi. 1914, Öl auf Leinwand, 57 × 38 cm, Staatliche Kunstsammlungen Dresden
- Einfahrt in den Hafen von Syrakus. 1914, Museum Pfalzgalerie Kaiserslautern

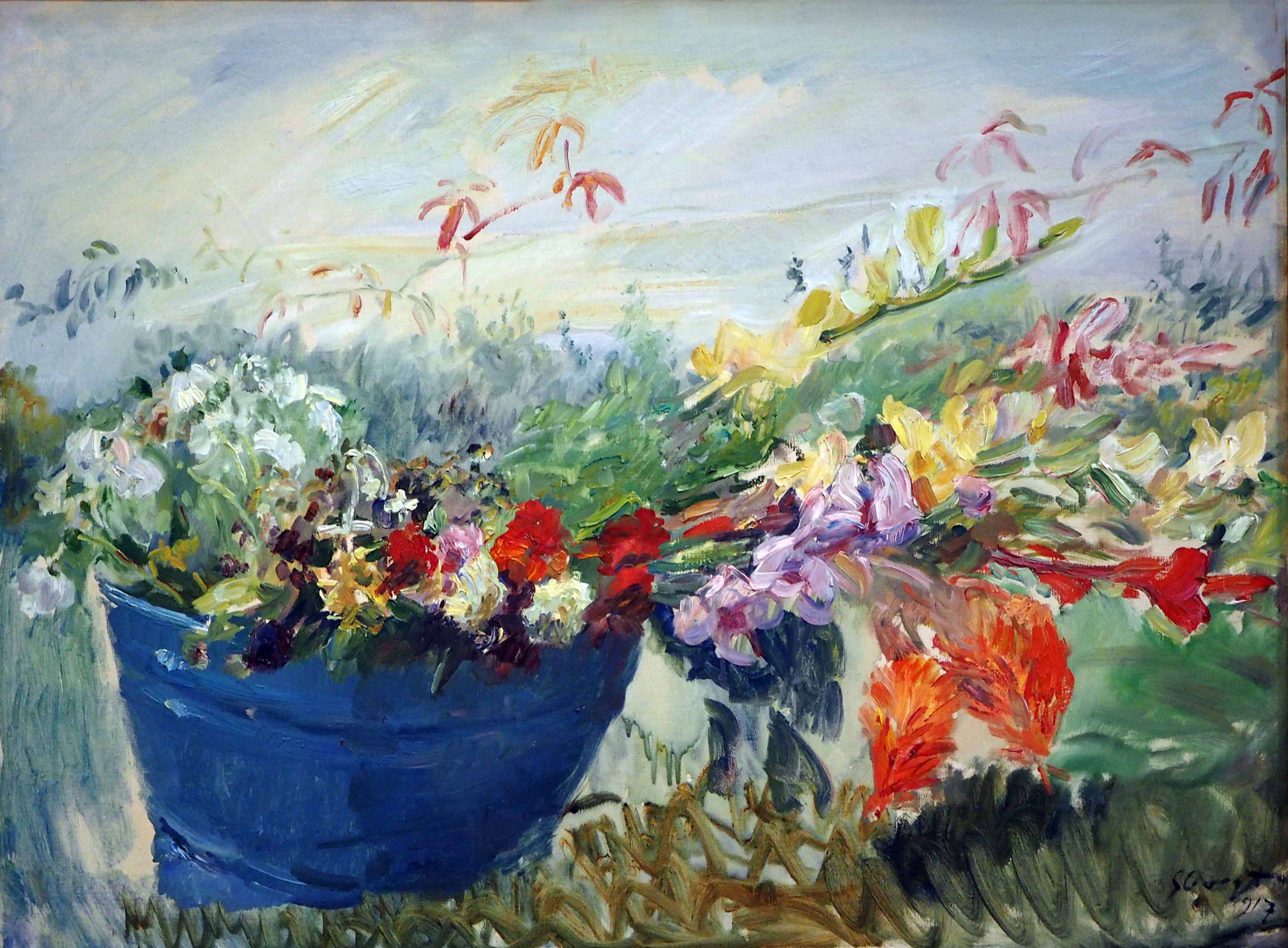
Blumenstillleben (1917)

- Pfälzische Landschaft. 1921, Staatliche Kunsthalle Karlsruhe
- Hafen von Norderney. 1923, Staatliche Kunsthalle Karlsruhe
- Porträt des Julius Freund. 1925, Öl auf Leinwand, Stiftung Stadtmuseum Berlin
- Portrait der Tänzerin Antonia Mercé genannt „La Argentina“. 1926, Öl auf Leinwand, 100 × 80,5 cm, Nationalmuseum Stettin
- Die Familie des Arztes János Plesch. 1928, Öl auf Leinwand, Jüdisches Museum Berlin
- Familie Slevogt im Garten von Godramstein. Öl auf Leinwand, 60 × 200 cm, Museum Pfalzgalerie Kaiserslautern
- Selbstportrait, geschaffen in Slevogts letzten Lebensjahren 1930 oder 1931, Niedersächsisches Landesmuseum Hannover

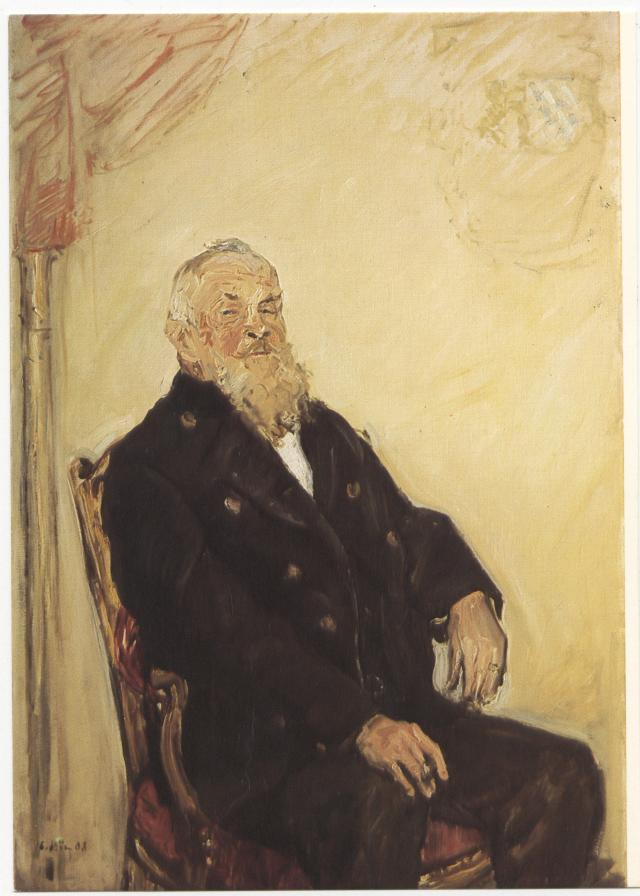
Prinzregent Luitpold von Bayern (1908)
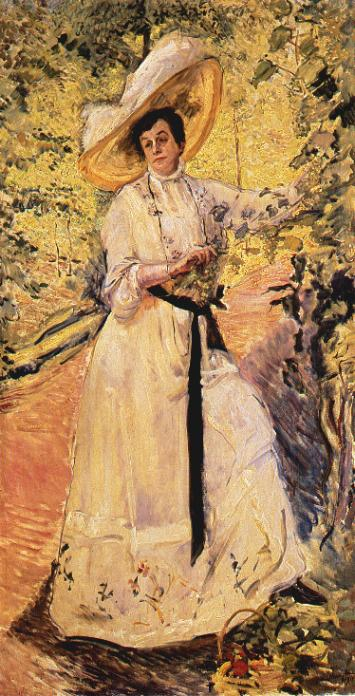
Nini am Weinspalier (1911),[3] Slevogts Ehefrau Antonia
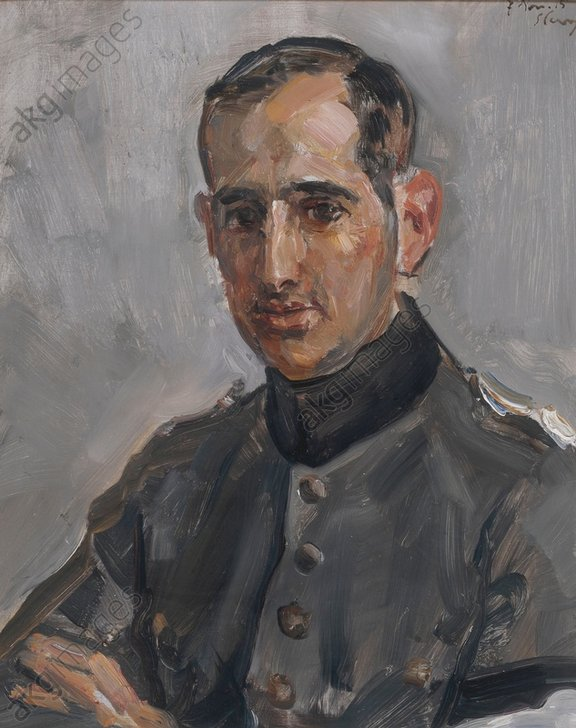
Otto Blumenfeld (1915)
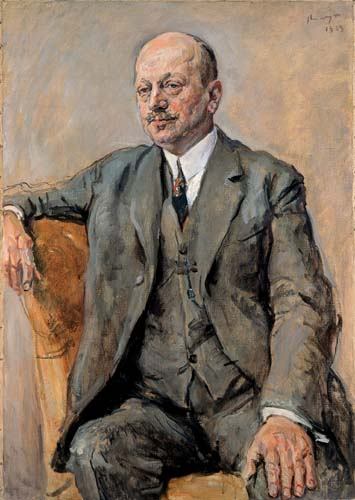
Porträt des Julius Freund (1925)
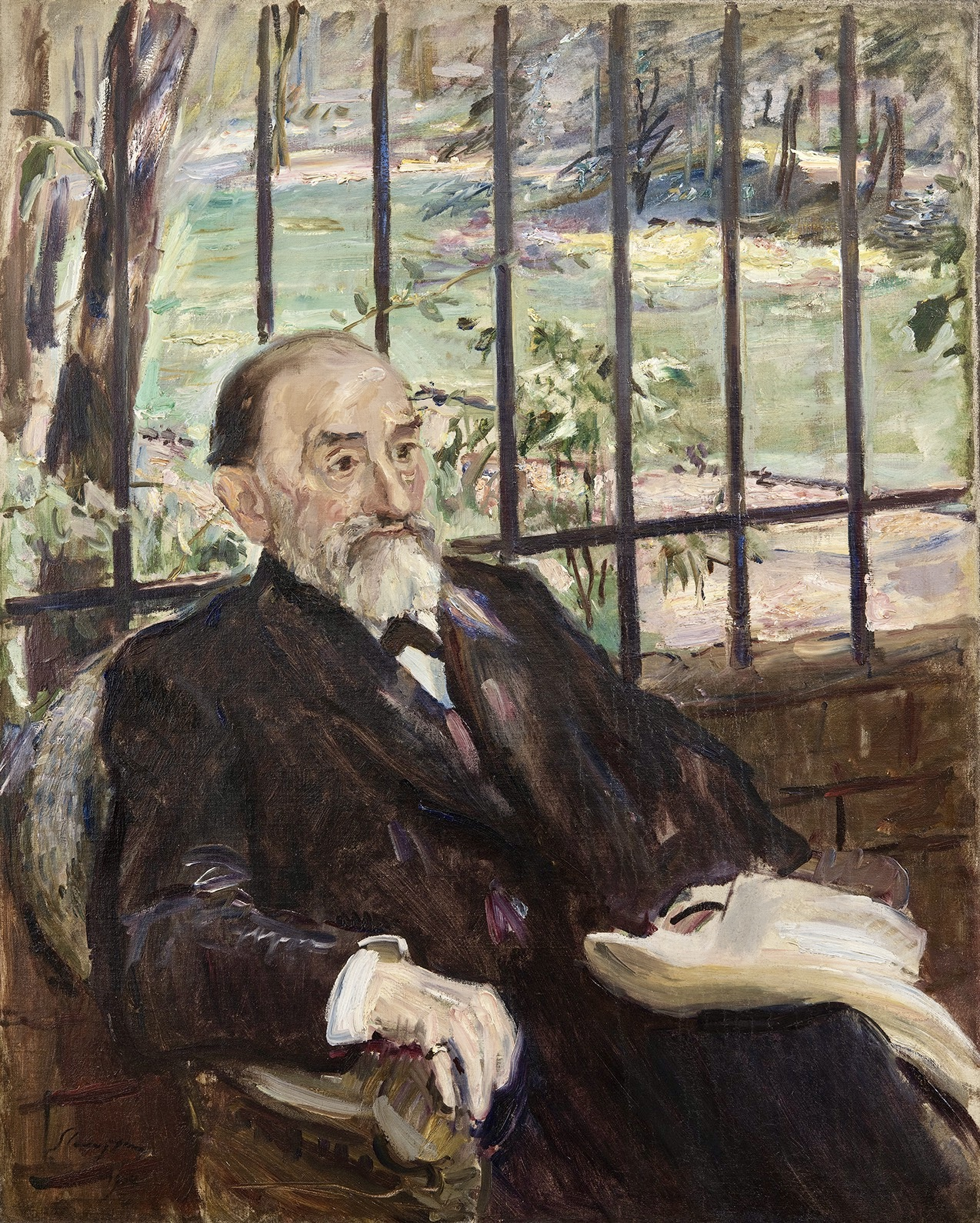
Porträt Kommerzienrat Philipp Freudenberg (1904)

## Buchillustrationen
– chronologisch –
- Ali Baba und die vierzig Räuber. Improvisationen von Max Slevogt. Ein Märchen aus Tausendundeine Nacht. Lichtdruck. Bruno Cassirer, Berlin 1903, Digitalisat der 2. Auflage 1921 von der Universitätsbibliothek Heidelberg, Überblick bei Vollansicht.
- Sindbad der Seefahrer. 33 Originallithographien von Max Slevogt. Cassirer, Berlin 1908.
- Lederstrumpf-Erzählungen. Übersetzt und bearbeitet von Karl Federn. Mit Originallithographien von Max Slevogt, geschrieben von James Fenimore Cooper, 5 Bände in 1 Band. Paul Cassirer, Berlin 1909. Folio 47 × 37 cm, blauer Leinen-Band mit Deckelvignetten, Publikation der Pan-Presse, limitierte Auflage, 250 nummerierte Exemplare.

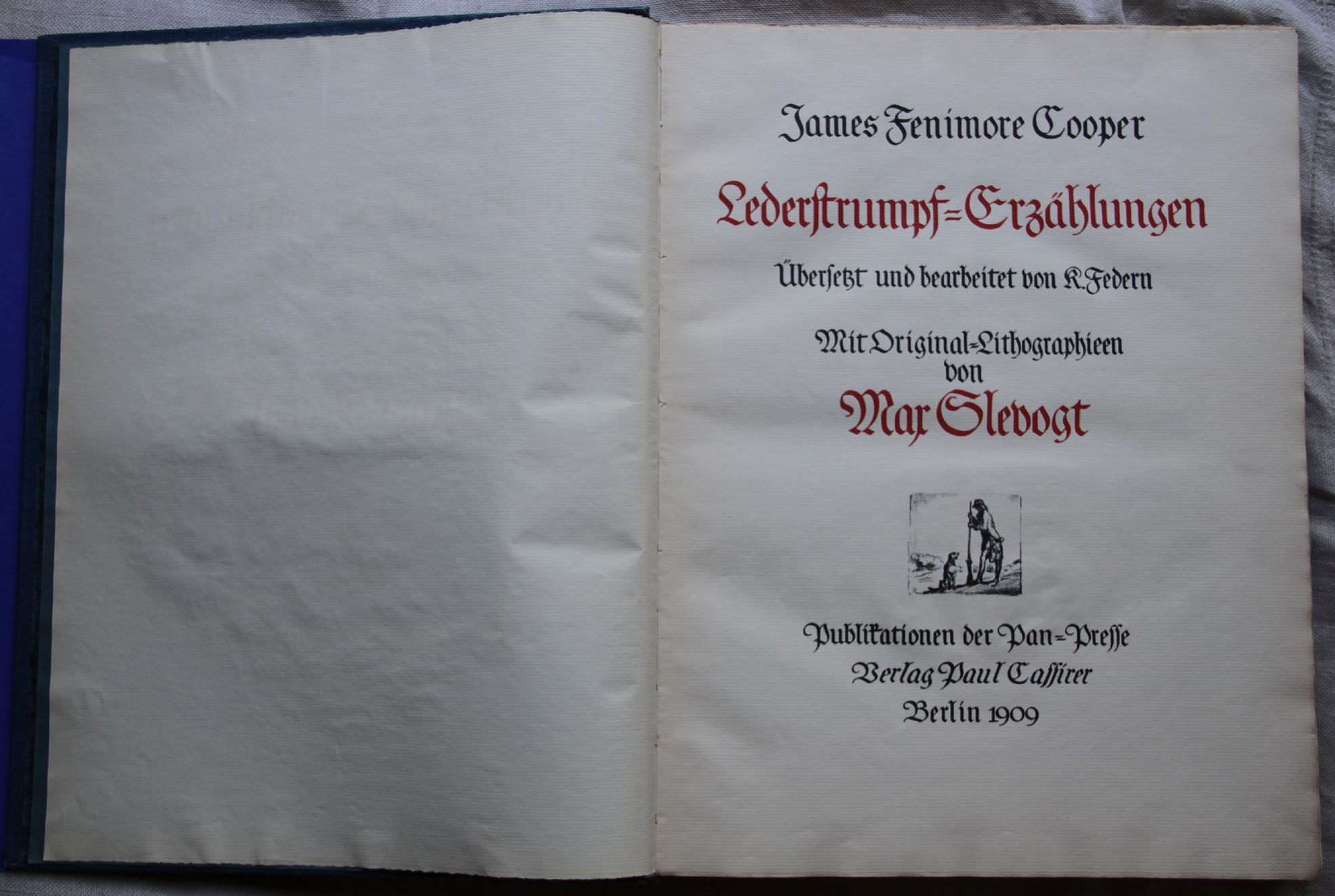
Lederstrumpf-Erzählungen, Titelseite
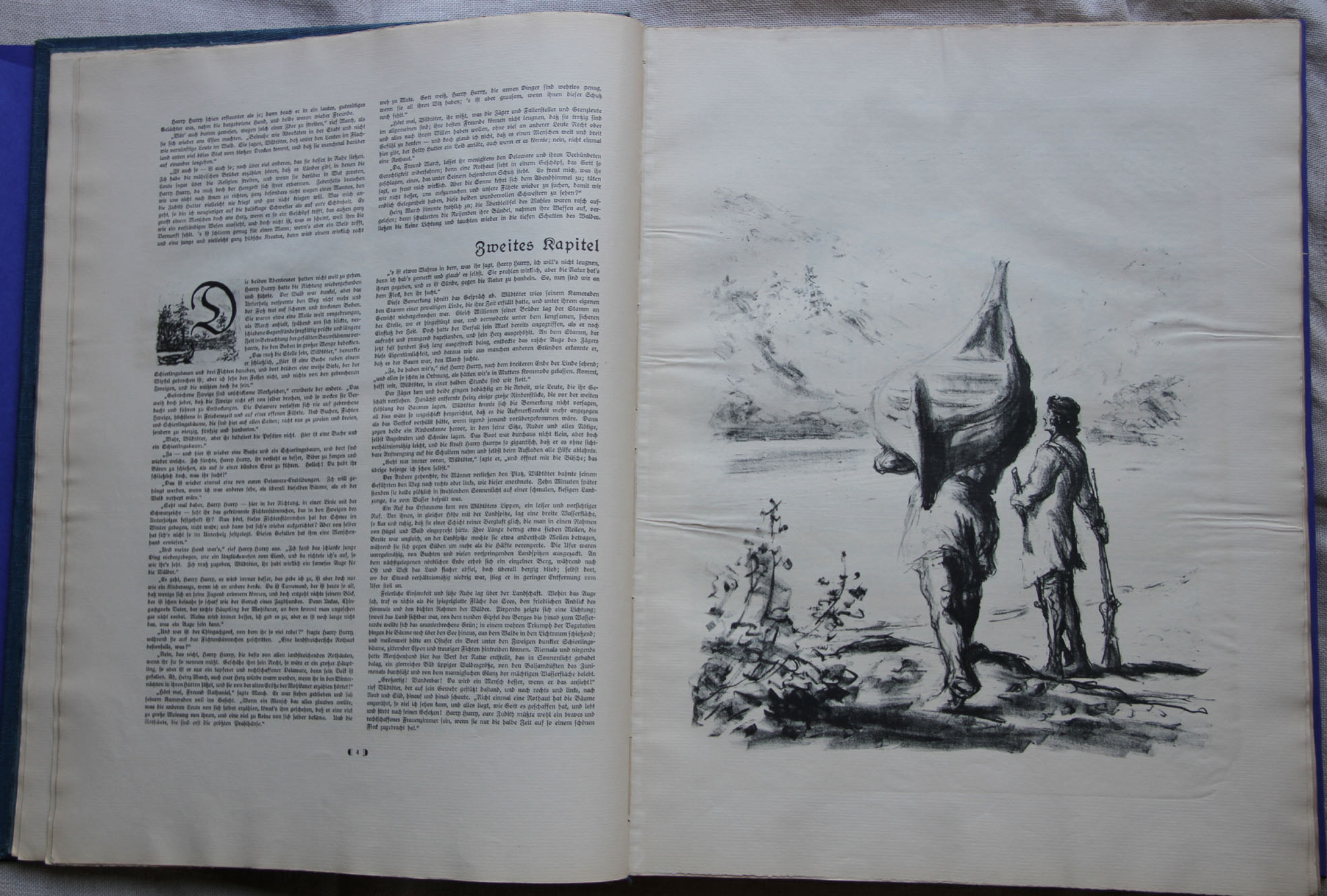
Lederstrumpf-Erzählungen, Doppelseite aus „Der Wildtöter“
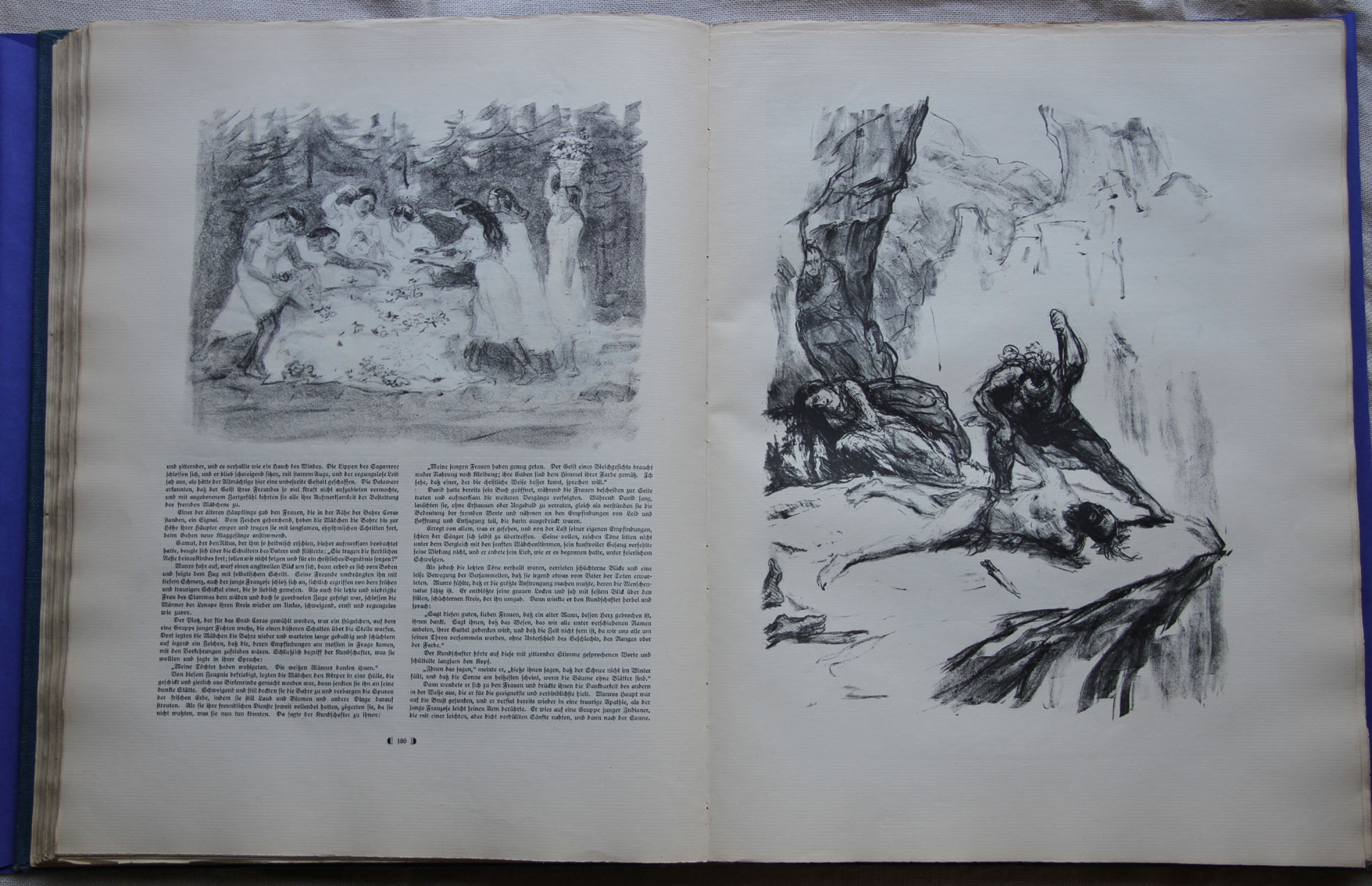
Lederstrumpf-Erzählungen, Doppelseite aus „Der letzte Mohikaner“

- Ein Kriegstagebuch, gezeichnet von Max Slevogt. Cassirer, Berlin 1917, Digitalisat vom Landesbibliothekszentrum Rheinland-Pfalz.
- Publius Ovidius Naso: Lehrbuch der Liebe. Deutsch von E. Hohenemser. Mit 8 Originallithographien von Max Slevogt. Pan-Presse, Paul Cassirer, Berlin 1921.
- Don Juan. Heiteres Drama in zwei Akten von Lorenzo Da Ponte. Mit 20 Zeichnungen von Max Slevogt, in Holz geschnitten von Reinhold Hoberg. Gurlitt, Berlin 1921. Digitalisat vom Mozarteum Salzburg.
- Die tapferen 10 000. (Xenophon: Anabasis). Hrsg. Carl Witt. Mit 32 lithographischen Federzeichnungen von Max Slevogt. Cassirer, Berlin 1922.
- Illustrationen zu Faust II. Cassirer, Berlin 1927, Digitalisat von museum-digital / Freies Deutsches Hochstift / Frankfurter Goethe-Museum, auf Objekte aus der Sammlung zeigen klicken.
- Hernán Cortés: Die Eroberung Mexikos – Drei Berichte an Kaiser Karl V. Übersetzt von Mario Spiro. Mit 112 Federlithographien von Max Slevogt. Druck Offizin W. Drugulin in Leipzig. Cassirer, Berlin 1928;
Neuauflage 1980 als Taschenbuch beim Insel Verlag, mit 112 Lithographien von Max Slevogt, ISBN 978-3-458-32093-7.
- Der Eisenhans. Mit 21 Steinzeichnungen von Max Slevogt. Bruno Cassierer, Berlin 1935 Digitalisat
- Johann Karl August Musäus. Legenden von Rübezahl. Mit 50 Zeichnungen von Max Slevogt. Verlag der Nation Berlin, 1983

## Publikation
- Max Slevogt: Gemälde, Aquarelle, Pastelle, Zeichnungen: zu seinem 60. Geburtstage ausgestellt in der Preußischen Akademie der Künste, Oktober-November 1928. Verlag Bruno Cassirer, Berlin 1928, mit 28 Abbildungen, Digitalisat der Universitätsbibliothek Heidelberg, Überblick.

## Ehrungen

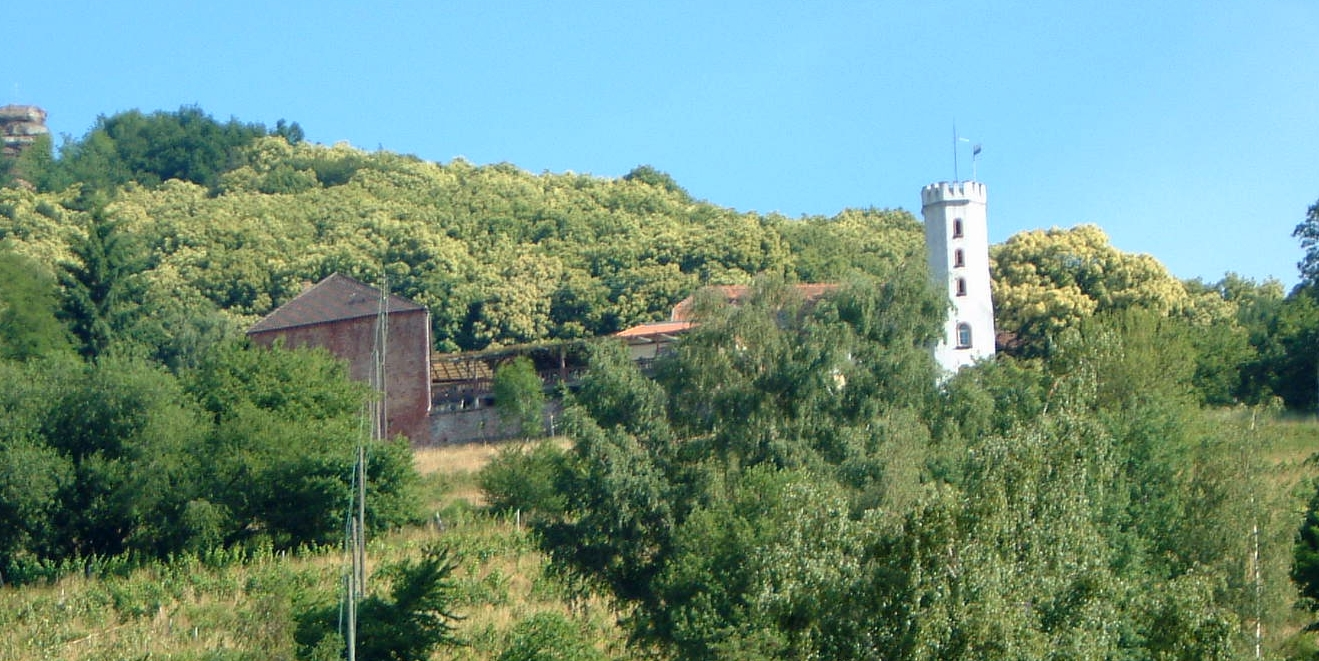
Slevogthof bei Leinsweiler, 2002

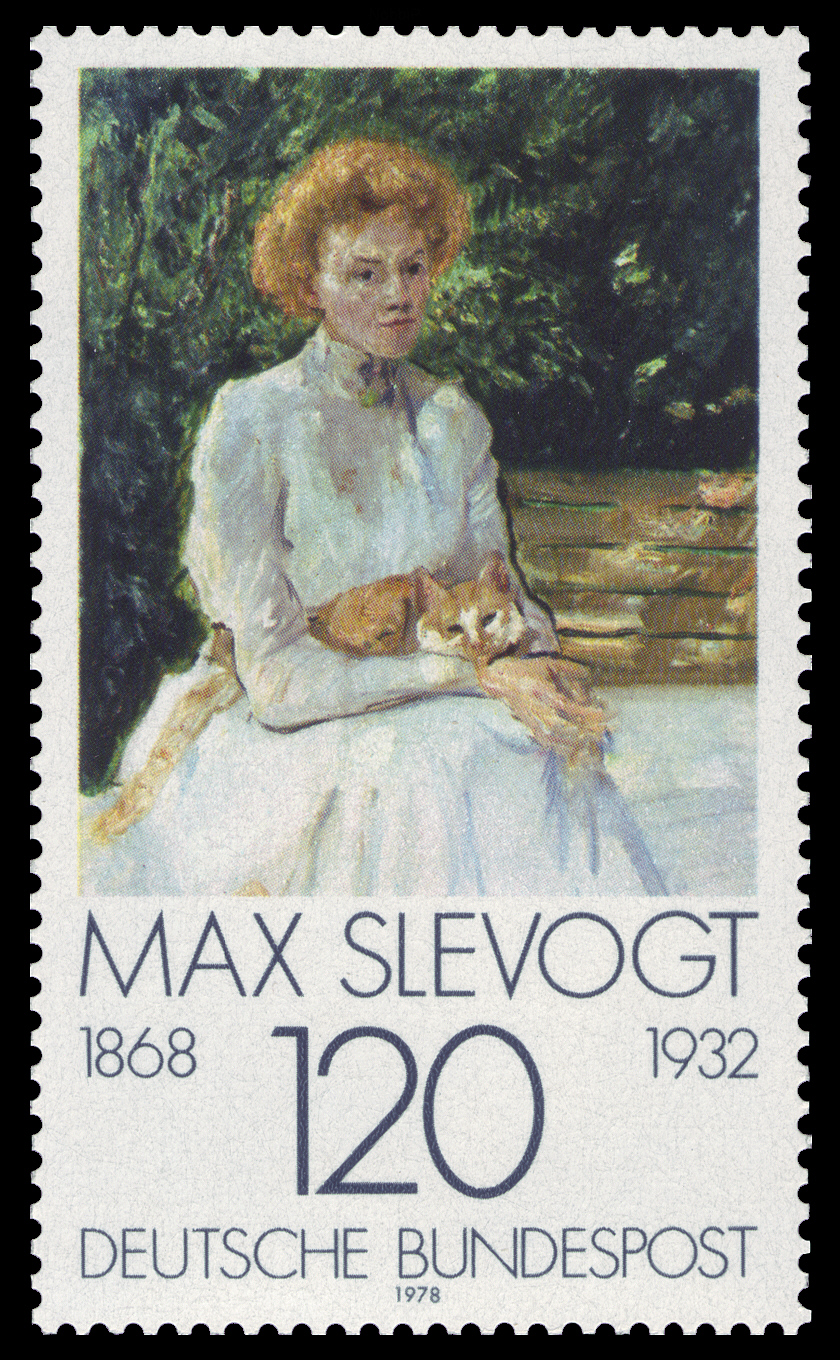
Sondermarke der Deutschen Bundespost, 1,20 DM; Erstausgabe: 16. November 1978

- Die nach Slevogt benannte Max-Slevogt-Medaille wurde 1972 vom damaligen Ministerpräsidenten Helmut Kohl gestiftet und wird seitdem durch den Ministerpräsidenten des Landes Rheinland-Pfalz verliehen. Sie geht an Bildende Künstler beziehungsweise an Förderer der Bildenden Kunst in Rheinland-Pfalz.
- Die Deutsche Bundespost gab am 16. November 1978 eine Sondermarke heraus im Rahmen der Reihe Deutscher Impressionismus, auf der Slevogts Ölgemälde Dame mit Katze abgebildet ist.
- In Landau war der Maler Namensgeber für das Max-Slevogt-Gymnasium, mehrere Städte haben ihm eine Max-Slevogt-Straße gewidmet.
- Anlässlich Slevogts 150. Geburtstag wurden in seiner Wahlheimat Leinsweiler über das ganze Jahr 2018 hinweg zahlreiche Veranstaltungen angeboten.[9]
- In der Südpfalz wurde 2018 ein Slevogt-Wanderweg eingerichtet mit Hinweistafeln an zwölf Stationen auf etwa neun Kilometern Länge.[10] Der Wanderweg beginnt am Slevogthof bei Leinsweiler.[11]

## Museen

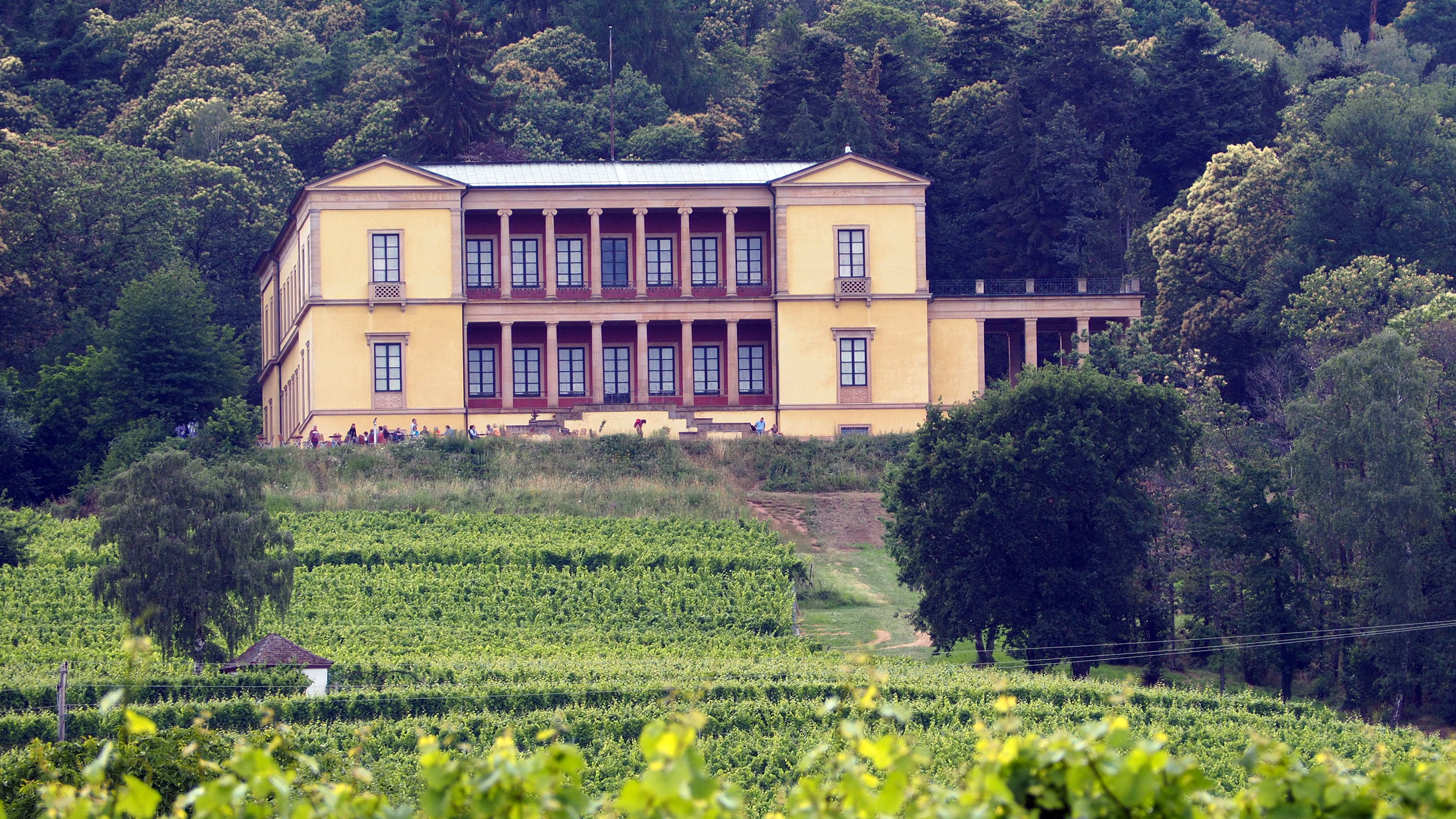
Villa Ludwigshöhe (2018)

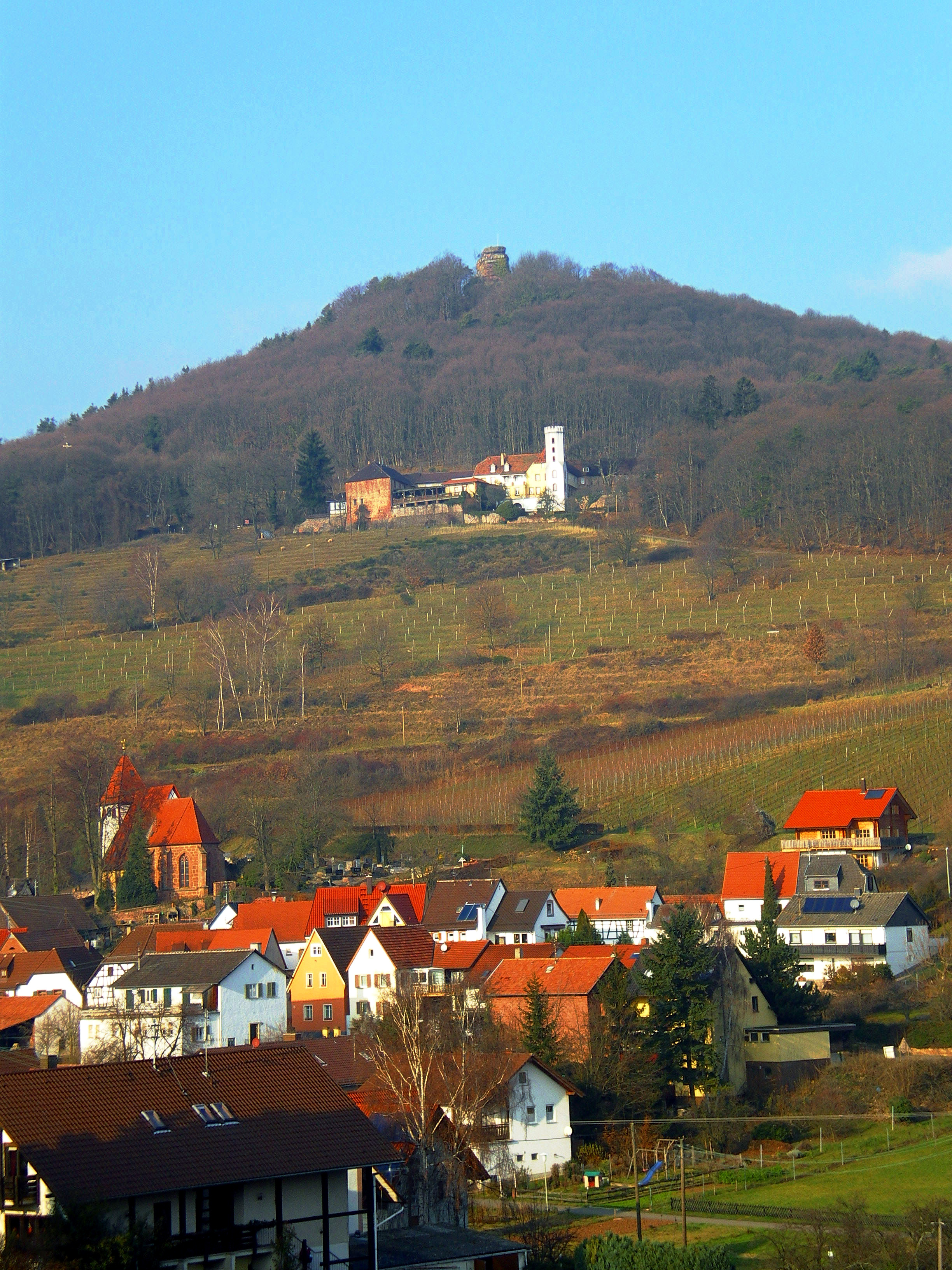
Slevogthof Neukastel, 2008, (Bildmitte), oberhalb der Gemeinde Leinsweiler

Auf dem von Ludwig I. von Bayern erbauten Schloss Villa Ludwigshöhe bei Edenkoben betreut das Landesmuseum Mainz die Max-Slevogt-Galerie. Mehrmals jährlich beschäftigen sich Wechselausstellungen vorwiegend mit dem Thema Slevogt bzw. Wittelsbacher. Vom 20. August bis 26. November 2006 war dies z. B. die Sonderausstellung Berliner Impressionismus: Liebermann, Slevogt, Corinth und die Maler der Berliner Secession (in Zusammenarbeit mit der Berliner Nationalgalerie).
Nach wie vor erhalten sind die Max-Slevogt-Privat-Gemälderäume auf dem Slevogthof Neukastel in Leinsweiler. Hier schuf Slevogt Wand- und Deckengemälde (1924 und 1929), die neben den Fresken im Bremer Ratskeller die einzigen heute noch erhaltenen Wandbilder Slevogts darstellen. Von der Terrasse des Slevogthofes aus hatte der Maler einen weiten Blick in die Rheinebene nach Osten und Süden, den er in einer Reihe von Gemälden und Aquarellen zu verschiedenen Jahreszeiten dokumentierte. Der Slevogthof befindet sich in Privatbesitz und soll in naher Zukunft umfassend renoviert werden, bevor er der Öffentlichkeit wieder zugänglich gemacht wird.
Weitere Werke, u. a. die Ägypten-Bilder, sind in der Galerie Neue Meister in Dresden zu sehen.
Im September 2014 kaufte das Land Rheinland-Pfalz von Slevogts Erben den umfangreichen grafischen Nachlass. Er wird im Landesmuseum Mainz verwahrt und wissenschaftlich betreut. Dort wurde das Max-Slevogt-Forschungszentrum als zentrale Forschungsstelle für die wissenschaftliche Bearbeitung seines Œuvres gegründet.

### Werkverzeichnisse
Ein vollständiges Verzeichnis seiner Werke liegt bisher nicht vor. Bisher veröffentlicht sind:
- Johannes Sievers, Emil Waldmann: Max Slevogt – Das druckgraphische Werk. Radierungen, Lithographien, Holzschnitte. Hrsg.: Hans-Jürgen Imiela. Erster Teil 1890–1914. Impuls Verlag Heinz Moos, 1962. DNB 454734417.
- Gerhart Söhn (Hrsg.): Max Slevogt – Das druckgraphische Werk. Mappen, Bücher, Zeitschriften. Mit einer Einführung von Norbert Suhr. Zweiter Teil 1914–1933. Edition GS, Düsseldorf 2002, ISBN 3-921342-62-7.

### Übriges
- Johannes Guthmann: Bilder aus Ägypten. Aquarelle und Zeichnungen von Max Slevogt. Berlin 1917
- Johannes Guthmann: Scherz und Laune: Max Slevogt und seine Gelegenheitsarbeiten. Paul Cassirer, Berlin 1920
- Max Goering: Slevogt, Max. In: Hans Vollmer (Hrsg.): Allgemeines Lexikon der Bildenden Künstler von der Antike bis zur Gegenwart. Begründet von Ulrich Thieme und Felix Becker. Band 31: Siemering–Stephens. E. A. Seemann, Leipzig 1937, S. 131–135 (biblos.pk.edu.pl).
- Johannes Guthmann: Schöne Welt: Wandern und Weilen mit Max Slevogt. [Aus den Lebenserinnerungen d. Verf.] Berlin 1948
- Johannes Guthmann: Max Slevogt in seiner Zeit. Vorwort von Wilhelm Weber. St. Ingbert 1954
- Helga Weissgärber (Red.): Max Slevogt: 1868 – 1932. Ausstellungen in Berlin und Leipzig. Akademie der Künste der DDR, Berlin 1966, DNB 457541873.
- Fritz Heinsheimer: Erinnerungen an Max Slevogt – Max Slevogt als Lehrer, Künstler und Mensch. Mit Zeichnungen von Fritz Heinsheimer. St. Ingbert, Saar 1968.
- Hans-Jürgen Imiela: Max Slevogt: eine Monographie. Karlsruhe 1968.
- Emil Stumpp: Max Slevogt. In: Emil Stumpp: Über meine Köpfe. Hrsg.: Kurt Schwaen. Buchverlag der Morgen, Berlin, 1983, S. 82–84.
- Berthold Roland: Max Slevogt – Ägyptenreise 1914. Verlag Philipp von Zabern, Mainz 1989, ISBN 978-3-8053-1094-9, Ausstellungskatalog, Inhaltsverzeichnis.
- Berthold Roland: Max Slevogt: Pfälzische Landschaften. Hirmer, München 1991, ISBN 3-7774-5520-2, (Bildband).
- Ernst-Gerhard Güse, Hans-Jürgen Imiela, Berthold Roland: Max Slevogt. Gemälde – Aquarelle – Zeichnungen. Ausstellungskatalog. Hatje Cantz Verlag, Saarbrücken/Mainz 1992, ISBN 3-7757-0361-6, Inhaltsverzeichnis.
 darin: Lorenz Dittmann: Max Slevogt: Farbe und Zeitgestalt. S. 117–127, Volltext online, (PDF; 20 MB).
- Sabine Fehlemann, Nicole Hartje: Max Slevogt – Die Berliner Jahre. Wienand Verlag, Köln 2005, ISBN 3-87909-862-X, Ausstellungskatalog der Stiftung Brandenburger Tor und dem Von der Heydt-Museum, Wuppertal, 4. Juni – 4. September 2005.[14]
- Sigrun Paas, Roland Krischke: Max Slevogt in der Pfalz. Bestandskatalog der Slevogt-Galerie. Deutscher Kunstverlag, München/Berlin 2005, ISBN 3-422-06587-3.
- Sigrun Paas, Roland Krischke: Slevogt und Goethe. Hrsg. von Max-Slevogt-Galerie (Edenkoben), Landesmuseum Mainz. Deutscher Kunstverlag, München 2007, ISBN 978-3-422-02084-9, (Ausstellungskatalog).
- Gernot Frankhäuser, Roland Krischke, Sigrun Paas: Tänzerinnen um Slevogt. Deutscher Kunstverlag, München 2007, ISBN 978-3-422-02093-1, (Ausstellungskatalog).
- Götz Czymmek, Helga Kessler Aurisch (Hrsg.): Liebermann – Corinth – Slevogt. Die Landschaften. Arnoldsche Art Publishers, Stuttgart 2010, ISBN 978-3-89790-322-7, Ausstellungskatalog vom Wallraf-Richartz-Museum & Fondation Corboud, Köln und vom Museum of Fine Arts, Houston.
- Nicole Hartje-Grave: Slevogt, Franz Theodor Max. In: Neue Deutsche Biographie (NDB). Band 24, Duncker & Humblot, Berlin 2010, ISBN 978-3-428-11205-0, S. 501 f. (Digitalisat).
- Ingrid Mössinger (Hrsg.): Max Slevogt – Malerei und Graphik. E. A. Seemann Verlag, Leipzig 2011, ISBN 978-3-86502-282-0.
- Martin Langenberg: Immer unvollendet, jederzeit fertig. Max Slevogts Radierungen zur Passion Christi. In: Novaesium. Neusser Jahrbuch für Kunst, Kultur und Geschichte. 2011, ISSN 1860-6091, Clemens-Sels-Museum, Neuss 2011, ISBN 978-3-922980-47-6.
- Heike Biedermann (Red.): Max Slevogt in der Dresdener Galerie. Hrsg. von Staatliche Kunstsammlungen Dresden, Galerie Neue Meister. Sandstein Verlag, Dresden 2012, ISBN 978-3-942422-71-0, Ausstellungskatalog.
- Sigrun Paas: Max Slevogt und die Pfalz (= Stationen, 3). Mitteldeutscher Verlag, Halle (Saale) 2013, ISBN 978-3-95462-026-5.
- Marlies Giebe: Die Ägyptenreise von Max Slevogt: eine Malexpedition. In: Max Slevogt. Die Reise nach Ägypten 1914. Ausst.-Kat. Staatliche Kunstsamml. Dresden, Galerie Neue Meister/Kunstsamml. NRW, Düsseldorf, red. bearb. v. Andreas Dehmer, Stephan Dahme, Susanne Hoppe, Heike Biedermann. Dresden 2014, S. 34–43.
- Thomas Röske, Ein Doppelporträt von Max Slevogt, in: Wedekind, Gregor (Hrsg.): Blick zurück nach vorn : neue Forschungen zu Max Slevogt, Berlin 2016, S. 61–79
- Thomas Andratschke (Hrsg.): Max Slevogt. Eine Retrospektive zum 150. Geburtstag. Niedersächsisches Landesmuseum Hannover. Imhof Verlag, Petersberg 2018, ISBN 978-3-7319-0742-8, (Ausstellungskatalog), Leseprobe, (PDF; 8,67 MB).
- Miriam-Esther Owesle: „… Ausdruck freundschaftlicher Übereinstimmung in wichtigsten Lebensfragen“. Max Slevogt und Johannes Guthmann im Spiegel ihrer Korrespondenz, in: Max Slevogts Netzwerke. Kunst-, Kultur- und Intellektuellengeschichte des späten Kaiserreichs und der Weimarer Republik, hrsg. von Gregor Wedekind, Berlin/Boston (De Gruyter) 2021, S. 19–45

## Film
- „Kunst ist wie Krieg“: Der Malerfürst Max Slevogt. Dokumentarfilm, Deutschland, 2018, 29:44 Min., Buch: Andreas Berg, Kamera: Winfried Kucharski, Produktion: SWR, Reihe: Bekannt im Land, Erstsendung: 30. September 2018 bei SWR Fernsehen, Inhaltsangabe von ARD.

## Weitere Darstellungen Slevogts in der bildenden Kunst (Auswahl)
- Emil Stumpp: Max Slevogt (Kreide-Lithographie, 1927)[15]